# Schwaney
Schwaney ist ein Ortsteil der Gemeinde Altenbeken im nordrhein-westfälischen Kreis Paderborn in Deutschland. In der Ortschaft leben etwa 2900 Einwohner.

## Geografie

### Geografische Lage
Schwaney liegt rund zwölf Kilometer östlich von Paderborn am Westfuß des Eggegebirges im Naturpark Teutoburger Wald / Eggegebirge. Westlich von Schwaney (290 m ü. NN), dessen Gemeindegebiet (30,938 km²) zwischen 240 und 395 m ü. NN liegt, schließt sich die Paderborner Hochfläche an.
Die landschaftliche Umgebung von Schwaney wird durch zahlreiche die Talebenen in Richtung Westen durchlaufende Fließgewässer, die früher auch als Wasserwege zum Transport verwendet wurden, gekennzeichnet. Dazu gehört der Ellerbach, der nur wenige Kilometer südlich der Ortschaft entspringt, durch diese fließt und hiesig vom kleinen Rotenbach gespeist wird.

### Klima
Durch den Höhenunterschied zum Umland ist das Klima spürbar rauer. Bedingt durch die Hanglage an der Egge, kommt es in Schwaney häufig zu ergiebigem Steigungsregen.

## Geschichte
Der heutige Ortsname leitet sich her aus der Bezeichnung Suanecghe. Dabei leitet sich der vordere Teil Suan aus dem niederdeutschen Wort für Schwan ab. Der Schwan war das Wappentier des Paderborner Bischofs Balduin von Steinfurt, der Schwaney im Jahre 1344 kurzzeitig Stadtrechte zubilligte. Der hintere Teil ecghe lässt sich zurückführen auf das Grundwort egge (‚Schärfe‘ oder ‚Kante‘), das dem hochdeutschen eck entspricht (wie z. B. auch im Namen Eggegebirge).
In diesen Zeitraum fällt auch die Errichtung eines bischöflichen Wasserschlosses, das aber bereits 1380 durch eine Fehde innerhalb des Paderborner Landadels wieder zerstört wurde. Danach stand der Ort unter maßgeblichem Einfluss der Ritter des nahe gelegenen Stiftes Heerse, heute im Nachbarort Neuenheerse gelegen.

### Urkundliche Erwähnung
Der Ort wird erstmals 970 unter dem Namen Ecwordinghusen in § 121 des Güterregisters in den Corveyer Traditionen urkundlich erwähnt:

„Tradidit Tiadulfus pro Asic et uxore sua et filia XXXIX jugera et I junalem in Ecwardeshusen“

„Für Asic, dess Frau und Tochter übergab Tiadulfus 39 Morgen und ein Tagewerk in Ecwardeshusen“

### Neuzeit
Das Ortsbild wurde zwei Mal durch Großbrände, zunächst im Siebenjährigen Krieg (1762) und dann 1895 erheblich verändert. Dem letzten Brand fiel auch die Pfarrkirche zum Opfer. Die heutige, im neugotischen Stil aus heimischen Egge-Sandsteinen errichtete Pfarrkirche St. Johannes Baptist wurde im Oktober 1898 eingeweiht. Sie birgt ein wertvolles Kreuzreliquiar, welches im Jahr 2009 aufwendig restauriert wurde.
Schwaney gehörte seit der Gründung zur weltlichen Herrschaft des deutschen Bistums Paderborn, ursprünglich im Herzogtum Sachsen. Ab dem 14. Jahrhundert bildete sich das Territorium Hochstift Paderborn im Heiligen Römischen Reich, darin ab dem 16. Jahrhundert zum niederrheinisch-westfälischen Reichskreis. Im Hochstift gehörte Schwaney zur Vogtei Driburg. 1802 wurde das Hochstift vom Königreich Preußen besetzt und 1803 durch den Reichsdeputationsschluss in Besitz genommen. In napoleonischer Zeit bildete Schwaney eine Gemeinde im Kanton Dringenberg des Königreichs Westphalen. Seit 1815 gehörte Schwaney endgültig zum Königreich Preußen und 1816 kam die Gemeinde zum neuen Kreis Paderborn. Im Kreis Paderborn gehörte Schwaney bis 1921 zum Amt Lippspringe und anschließend bis 1974 zum Amt Altenbeken.
Im Rahmen der kommunalen Neugliederung durch das Sauerland/Paderborn-Gesetz wurde Schwaney zum 1. Januar 1975 mit Altenbeken und Buke zur neuen Gemeinde Altenbeken zusammengeschlossen.

## Wirtschaft und Infrastruktur
Die Landwirtschaft prägt zwar das Bild des Ortes, spielt jedoch als Erwerbszweig heute kaum mehr eine Rolle.
Durch die Nähe zur Kreisstadt Paderborn ist deren wirtschaftlicher Einfluss heute wesentlich. In der jüngeren Vergangenheit kam es trotz der Steigerung der Einwohnerzahl zu einer Reduzierung lokaler Beschäftigungsmöglichkeiten sowie von Geschäften zur Deckung des primären Bedarfs. Lokale wirtschaftliche Aktivitäten konzentrieren sich auf das zwischen den beiden Ortsteilen Buke und Schwaney gelegene Industriegebiet.
Schwaney liegt östlich der Bahnstrecke Hamm–Warburg.
Der Ort verfügt über eine Grundschule und die Kindergärten „St. Johannes“ und „St. Franziskus“, jeweils in katholischer Trägerschaft.

## Söhne und Töchter
- 1977:  Carsten Linnemann, Bundestagsabgeordneter der CDU

## Persönlichkeiten
- Karl-Heinz Walkhoff (* 1936), Lehrer (Oberstudienrat) und Bundestagsabgeordneter der SPD

## Kultur
Schwaney besitzt ein sehr aktives Vereinsleben, bei dem die Vereine für Jugendarbeit und Freizeitgestaltung sorgen, vielfältige Veranstaltungen im Jahr anbieten und damit auch den Zusammenhalt im Dorf stärken.
Als größte Vereine sind dabei zu nennen:

### SportvereinTuS Egge Schwaney 1921 e. V.
Ein Sportverein in Schwaney und auch in der Gemeinde Altenbeken ist der „TuS Egge Schwaney 1921 e. V.“.
Neben Fußball werden im Breitensport auch Rhönradturnen und diverse andere Kurse (z. B. Aerobic, Zumba, Pilates) angeboten.

### SchützenvereinSt. Sebastian Schützenbruderschaft 1733 Schwaney e. V.
Im Jahr 1836 wurde die Bruderschaft in ihrer heutigen Form neu gegründet; sie wird als „St. Sebastian – Schützenbruderschaft 1733 Schwaney e. V.“ im Vereinsregister Paderborn geführt. Die Bruderschaft hat im Jahr 1921 eine eigene Halle gebaut, die 1965 neu errichtet und 1992 erheblich ausgebaut und erweitert wurde. Im Jahre 1969 gründeten sich West- und Ostkompanie. Als Trennlinie für Mitglieder wurde zunächst die Dorfmitte (ab Kirche) gewählt. Dieses Dogma gilt aber nicht mehr, sodass heute jeder dort eintritt, wo seine Freunde und Bekannten marschieren. 1983 fand ein Jubelfest zum 250-jährigen Bestehen statt – im Jahr 2008 folgte das 275-jährige Jubiläum. Zu beiden Veranstaltungen waren jeweils mehr als 1000 auswärtige Schützen und Musikanten zu Gast im Eggedorf. 2008 konnten sogar die höchsten Repräsentanten des Bundes der Historischen Deutschen Schützenbruderschaften – Hochmeister Hubertus Prinz zu Sayn-Wittgenstein-Berleburg und Weihbischof Heiner Koch – vom damaligen Oberst Horst Otten begrüßt werden.
Das Gründungsjahr für die Jungschützen und die Schießsportabteilung ist das Jahr 1987. Beide Gruppen haben sich als feste Säulen der Bruderschaft etabliert. Bei ihrem 25-jährigen Festakt im Jahr 2012 besuchte der neu gewählte Hochmeister Dr. Emanuel Prinz zu Salm Salm die Bruderschaft. Gleichzeitig fand an diesem Tag der Bezirksjungschützentag mit mehr als 500 Teilnehmern in der Schützenhalle statt.

### Back- und Braufreunde Schwaney e. V.
Das in Schwaney schon in alter Zeit Bier gebraut und Brot gebacken wurde belegen die Recherchen des Ehrenbürgers Heinz Küting in seinem Buch zur tausendjährigen Geschichte Schwaney‘s. Somit trugen schon in früheren Jahrhunderten die Back- und Brauhäuser zum gemeinschaftlichen Dorfleben bei. Diese alten Traditionen wollen die Schwaneyer „Back- und Braufreunde“ wieder aufleben lassen. Um dem ganzen einen rechtlichen Rahmen zu geben, wurde 2019 der Verein „Back- und Braufreunde e.V Schwaney“ gegründet.

### Enduroclub EC Schwaney e. V. (Ortsclub im ADAC)
Der Verein Enduro Club Schwaney e. V. wurde 2023 gegründet und mutierte im Januar 2024 zum „Ortsclub im ADAC“. Die gemeinsame Ausübung von Motorrad-Motorsport sowie die Förderung des Motorsport Nachwuchs und ambitionierter Fahrer sind die Kernziele des Vereins. Der EC Schwaney kümmert sich in einer Patenschaft um die Pflege des Schwaneyer Bikeparks.

## Sehenswürdigkeiten

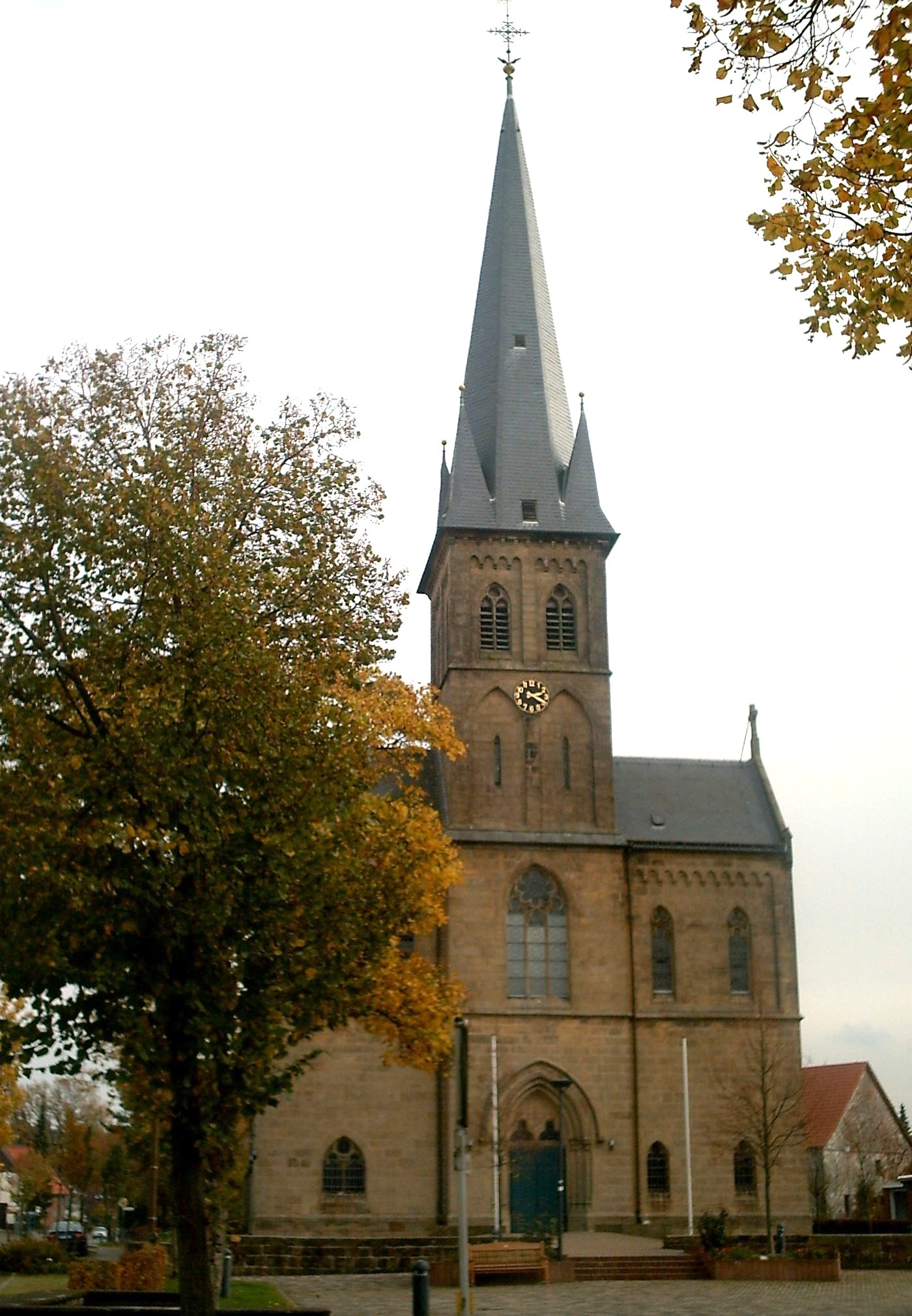
Kirche St. Johannes Baptist

- katholische Pfarrkirche St. Johannes Baptist, 1895–1898 von Lambert von Fisenne
- Bildstock des heiligen Antonius
- Linde mit Bildstock am westlichen Ortseingang
- Haus Glunz mit Torgericht aus dem Jahre 1795
- Dunetal in nordwestlicher Richtung
- Zahlreiche Wander- und Radwege in der Umgebung, reizvoll ist hier speziell der Eggeweg sowie der 2015 durch den EGV Schwaney eröffnete Schwaneyer Panoramaweg